# Geny nakładające się
Geny nakładające się – geny zakodowane na tym samym odcinku nici kwasu nukleinowego i odczytywane dzięki wykorzystaniu różnych ramek odczytu. Geny nakładające się występują u niektórych wirusów, bakterii oraz w mitochondriach.